# Demografia statului Chile
| Structura rasială a statului Chile | Structura rasială a statului Chile | Structura rasială a statului Chile | Structura rasială a statului Chile | Structura rasială a statului Chile |
| ---------------------------------- | ---------------------------------- | ---------------------------------- | ---------------------------------- | ---------------------------------- |
| Rasă                               |                                    |                                    | Procent                            |                                    |
| Albi                               | Albi                               |                                    | 65%                                | 65%                                |
| Metiși                             | Metiși                             |                                    | 25%                                | 25%                                |
| Amerindieni                        | Amerindieni                        |                                    | 10%                                | 10%                                |

Populația Chile: 17.248.450 (2011)
- Creștere anualǎ: 0,88% (2012)
- Natalitate: 14,3 la 1000 (Fertilitate 1,9 nașteri/femeie, Mortalitate infantilă 7,4 la 1000)
- Mortalitate: 5,8 la 1000
- Speranță de viață: 75,1 la bǎrbați și 81,3 la femei
- Infectare cu HIV-SIDA: 0,4% din populație (2011)
- Alfabetizare: 95,7%
- Populație urbanǎ: 89%